# Lasianthus lanceolatus
Lasianthus lanceolatus là một loài thực vật có hoa trong họ Thiến thảo. Loài này được (Griseb.) Urb. mô tả khoa học đầu tiên năm 1899.